# Wydział Nauk Społecznych Katolickiego Uniwersytetu Lubelskiego Jana Pawła II
Wydział Nauk Społecznych Katolickiego Uniwersytetu Lubelskiego Jana Pawła II – jeden z dziewięciu wydziałów Katolickiego Uniwersytetu Lubelskiego Jana Pawła II. Ma siedzibę w Lublinie.

## Historia
Wydział powstał w 1980. Dużą rolę w procesie tworzenia i rozwoju Wydziału odegrali m.in. ks. Joachim Kondziela, ks. prof. Władysław Piwowarski, prof. Jan Turowski, prof. Adam Biela, prof. Zbigniew Zaleski.

## Władze wydziału
W kadencji 2020–2024:
| Stanowisko                 | Imię i nazwisko             |
| -------------------------- | --------------------------- |
| Dziekan                    | dr hab. Arkadiusz Jabłoński |
| Prodziekan ds. studenckich | dr hab. Elżbieta Rydz       |
| Prodziekan ds. kształcenia | dr hab. Wojciech Gizicki    |

## Lista dziekanów
1. prof. dr hab. Jan Turowski (1981–1984)
2. ks. prof. dr hab. Joachim Kondziela (1984–1990)
3. ks. prof. dr hab. Stanisław Witold Kowalczyk (1990–1993)
4. prof. dr hab. Adam Biela (1993–1999)
5. prof. dr hab. Zbigniew Zaleski (1999–2005)
6. prof. dr hab. Andrzej Sękowski (2005–2012)
7. ks. dr hab. Stanisław Fel (2012–2020)
8. dr hab. Arkadiusz Jabłoński (od 2020)

## Struktura organizacyjna

### Instytut Dziennikarstwa i Zarządzania
Dyrektor dr hab. Justyna Szulich-Kałuża
- Katedra Języka, Retoryki i Prawa Mediów
- Katedra Komunikacji Wizualnej i Nowych Mediów
- Katedra Kultury Medialnej
- Katedra Warsztatu Medialnego i Aksjologii
- Katedra Zarządzania Pracownikami w Organizacji
- Katedra Zarządzania Przedsiębiorstwem

### Instytut Ekonomii i Finansów
Dyrektor dr hab. Paweł Marzec
- Katedra Ekonomii Międzynarodowej
- Katedra Ekonometrii i Statystyki
- Katedra Finansów i Rachunkowości
- Katedra Globalnej Ekonomii Politycznej
- Katedra Polityki Gospodarczej i Bankowości
- Centrum Analiz i Badań nad Gospodarką i Finansami im. Zyty Gilowskiej

### Instytut Nauk o Polityce i Administracji
Dyrektor dr hab. Agnieszka Łukasik-Turecka
- Katedra Stosunków Międzynarodowych i Bezpieczeństwa
- Katedra Systemów Politycznych i Komunikowania Międzynarodowego
- Katedra Teorii Polityki i Studiów Wschodnich

### Instytut Nauk Socjologicznych
Dyrektor dr hab. Grzegorz Adamczyk
- Katedra Katolickiej Nauki Społecznej i Socjologii Moralności
- Katedra Socjologii Kultury, Religii i Partycypacji Społecznej
- Katedra Socjologii Struktur, Procesów Społecznych i Pracy Socjalnej
- Katedra Socjologii Ekonomicznej i Cyfrowej
- Katedra Teorii Społecznych i Socjologii Rodziny
- Centrum Socjologicznych Badań nad Gospodarką i Internetem
- Centrum Analiz Społecznych i Ekonomicznych

### Instytut Pedagogiki
Dyrektor dr hab. Piotr Magier
- Katedra Dydaktyki, Edukacji Szkolnej i Pedeutologii
- Katedra Pedagogiki Specjalnej
- Katedra Pedagogiki Rodziny
- Katedra Pedagogiki Ogólnej
- Katedra Historii Wychowania, Opieki i Pedagogiki Społecznej
- Katedra Pedagogiki Chrześcijańskiej i Biografistyki Pedagogicznej

### Instytut Psychologii
Dyrektor dr hab. Wacław Bąk
- Katedra Psychologii Eksperymentalnej
- Katedra Psychologii Emocji i Motywacji
- Katedra Psychologii Klinicznej
- Katedra Psychologii Ogólnej
- Katedra Psychologii Osobowości
- Katedra Psychologii Pracy, Organizacji i Rehabilitacji Psychospołecznej
- Katedra Psychologii Rozwojowej
- Katedra Psychologii Różnic Indywidualnych
- Katedra Psychologii Społecznej i Psychologii Religii
- Katedra Psychologii Wychowawczej i Rodziny
- Katedra Psychoprofilaktyki Społecznej
- Katedra Psychoterapii i Psychologii Zdrowia
- Laboratorium Eksperymentalne Instytutu Psychologii (C-406)
- Pracownia Psychometryczna
- Pracownia Interdyscyplinarnych Kontekstów Psychologii Rehabilitacji